# 13e cérémonie des Critics' Choice Movie Awards
La 13e cérémonie des Critics' Choice Movie Awards, décernés par la Broadcast Film Critics Association, a eu lieu le 7 janvier 2008, et a récompensé les films sortis en 2007.

## Palmarès

### Meilleur film
- No Country for Old Men
  - American Gangster
  - Les Cerfs-volants de Kaboul (The Kite Runner)
  - Into the Wild
  - Juno
  - Michael Clayton
  - Reviens-moi (Atonement)
  - Le Scaphandre et le Papillon
  - Sweeney Todd : Le Diabolique Barbier de Fleet Street (Sweeney Todd: The Demon Barber of Fleet Street)
  - There Will Be Blood

### Meilleur réalisateur
- Joel et Ethan Coen - No Country for Old Men
  - Tim Burton - Sweeney Todd : Le Diabolique Barbier de Fleet Street (Sweeney Todd: The Demon Barber of Fleet Street)
  - Sidney Lumet - 7 h 58 ce samedi-là (Before the Devil Knows You're Dead)
  - Sean Penn - Into the Wild
  - Julian Schnabel - Le Scaphandre et le Papillon
  - Joe Wright - Reviens-moi (Atonement)

### Meilleur acteur
- Daniel Day-Lewis pour le rôle de Daniel Plainview dans There Will Be Blood
  - George Clooney pour le rôle de Michael Clayton dans Michael Clayton
  - Johnny Depp pour le rôle de Benjamin Barker, alias Sweeney Todd dans Sweeney Todd : Le Diabolique Barbier de Fleet Street (Sweeney Todd: The Demon Barber of Fleet Street)
  - Ryan Gosling pour le rôle de Lars Lindstrom dans Une fiancée pas comme les autres
  - Emile Hirsch pour le rôle de Christopher McCandless dans Into the Wild
  - Viggo Mortensen pour le rôle de Nikolaï Luzhin dans Les Promesses de l'ombre

### Meilleure actrice
- Julie Christie pour le rôle de Fiona Anderson dans Loin d'elle
  - Amy Adams pour le rôle de Giselle dans Il était une fois
  - Cate Blanchett pour le rôle d'Élisabeth Ire dans Elizabeth : l'Âge d'or
  - Marion Cotillard pour le rôle d'Édith Piaf dans La Môme
  - Angelina Jolie pour le rôle de Mariane Pearl dans Un cœur invaincu
  - Elliot Page pour le rôle de Juno MacGuff dans Juno

### Meilleur acteur dans un second rôle
- Javier Bardem pour le rôle de Anton Chigurh dans No Country for Old Men
  - Casey Affleck pour le rôle de Robert Ford dans L'Assassinat de Jesse James par le lâche Robert Ford
  - Philip Seymour Hoffman pour le rôle de Gust Avrakotos dans La Guerre selon Charlie Wilson
  - Hal Holbrook pour le rôle de Ron Franz dans Into the Wild
  - Tom Wilkinson pour le rôle d'Arthur Edens dans Michael Clayton

### Meilleure actrice dans un second rôle
- Amy Ryan pour le rôle de Helene McCready dans Gone Baby Gone
  - Cate Blanchett pour le rôle de Jude Quinn dans I'm Not There
  - Catherine Keener pour le rôle de Jan Burres dans Into the Wild
  - Vanessa Redgrave pour le rôle de Briony Tallis (âgée) dans Reviens-moi
  - Tilda Swinton pour le rôle de Karen Crowder dans Michael Clayton

### Meilleur jeune acteur
- Ahmad Khan Mahmoodzada pour le rôle de Hassan dans Les Cerfs-volants de Kaboul (The Kite Runner)
  - Michael Cera pour le rôle de Paulie Bleeker dans Juno
  - Michael Cera pour le rôle d'Evan dans SuperGrave
  - Freddie Highmore pour le rôle d'August Rush dans August Rush
  - Edward Sanders pour le rôle de Toby dans Sweeney Todd : Le Diabolique Barbier de Fleet Street

### Meilleure jeune actrice
- Nikki Blonsky pour le rôle de Tracy Turnblad dans Hairspray
  - Dakota Blue Richards pour le rôle de Lyra Belacqua dans À la croisée des mondes : La Boussole d'or
  - AnnaSophia Robb pour le rôle de Leslie Burke dans Le Secret de Terabithia
  - Saoirse Ronan pour le rôle de Briony Tallis (à 13 ans) dans Reviens-moi

### Meilleure distribution
- Hairspray
  - 7 h 58 ce samedi-là (Before the Devil Knows You're Dead)
  - Gone Baby Gone
  - Juno
  - No Country for Old Men
  - Sweeney Todd : Le Diabolique Barbier de Fleet Street (Sweeney Todd: The Demon Barber of Fleet Street) – Jamie Campbell Bower, Helena Bonham Carter, Sacha Baron Cohen, Johnny Depp, Laura Michelle Kelly, Alan Rickman, Ed Sanders, Timothy Spall et Jayne Wisener

### Meilleur scénariste
- Diablo Cody - Juno
  - Joel et Ethan Coen - No Country for Old Men
  - Tony Gilroy - Michael Clayton
  - Nancy Oliver - Une fiancée pas comme les autres
  - Sean Penn - Into the Wild
  - Aaron Sorkin - La Guerre selon Charlie Wilson

### Meilleur film étranger
- Le Scaphandre et le Papillon de Julian Schnabel •  France
  - 4 mois, 3 semaines, 2 jours (4 luni, 3 saptamani si 2 zile) de Cristian Mungiu •  Roumanie
  - La Môme de Olivier Dahan •  France
  - L'Orphelinat (El orfanato) de Juan Antonio Bayona •  Espagne
  - Lust, Caution (Se, jie) de Ang Lee •  Hong Kong

### Meilleur film de famille
- Il était une fois 
  - À la croisée des mondes : La Boussole d'or
  - August Rush
  - Hairspray
  - Harry Potter et l'Ordre du phénix

### Meilleure comédie
- Juno 
  - Coup de foudre à Rhode Island
  - En cloque, mode d'emploi
  - Hairspray
  - SuperGrave

### Meilleur film d'animation
- Ratatouille 
  - Bee Movie
  - La Légende de Beowulf
  - Persépolis
  - Les Simpson, le film

### Meilleur documentaire
- Sicko
  - Darfur Now
  - In the Shadow of the Moon
  - The King of Kong
  - No End in Sight
  - Les Seigneurs de la mer

### Meilleur téléfilm
- Bury My Heart at Wounded Knee
  - The Company
  - Deux princesses pour un royaume
  - The War

### Meilleure chanson originale
- « Falling Slowly », interprétée par Glen Hansard & Marketa Irglova - Once
  - « That's How You Know », interprétée par Amy Adams - Il était une fois
  - « Come So Far (So Far to Go) », interprétée par Queen Latifah, Nikki Blonsky, Zac Efron & Elijah Kelley - Hairspray
  - « Do You Feel Me », interprétée par Anthony Hamilton - American Gangster
  - « Guaranteed », interprétée par Eddie Vedder - Into the Wild

### Meilleur compositeur
- Jonny Greenwood - There Will Be Blood
  - Marco Beltrami - 3 h 10 pour Yuma
  - Dario Marianelli - Reviens-moi
  - Alan Menken - Il était une fois
  - Clint Eastwood - Grace Is Gone
  - Alexandre Desplat - Lust, Caution

## Joel Siegel Award
- Don Cheadle

## Récompenses et nominations multiples

### Nominations multiples

#### Films
7 : Into the Wild
6 : Reviens-moi
5 : No Country for Old Men, Sweeney Todd : Le Diabolique Barbier de Fleet Street, Juno, Michael Clayton
4 : Il était une fois
3 : There Will Be Blood
2 : Lust, Caution, American Gangster, À la croisée des mondes : La Boussole d'or, Gone Baby Gone, Le Scaphandre et le Papillon, La Môme, 7 h 58 ce samedi-là, SuperGrave

#### Personnalités
2 : Cate Blanchett, Michael Cera, Joel et Ethan Coen

### Récompenses multiples
3 / 5 : No Country for Old Men
- 2 / 5 : Juno

2 / 3 : There Will Be Blood